# CCTV-7
CCTV-7 (中国中央电视台国防军事频道S) è il settimo canale della China Central Television, la televisione pubblica della Repubblica Popolare Cinese. Questo è un canale tematico e tratta dell'agricoltura, dell'educazione e delle forze armate.
CCTV-7 è nato il 1º gennaio 1994.